# 24 Horas de Le Mans de 2023

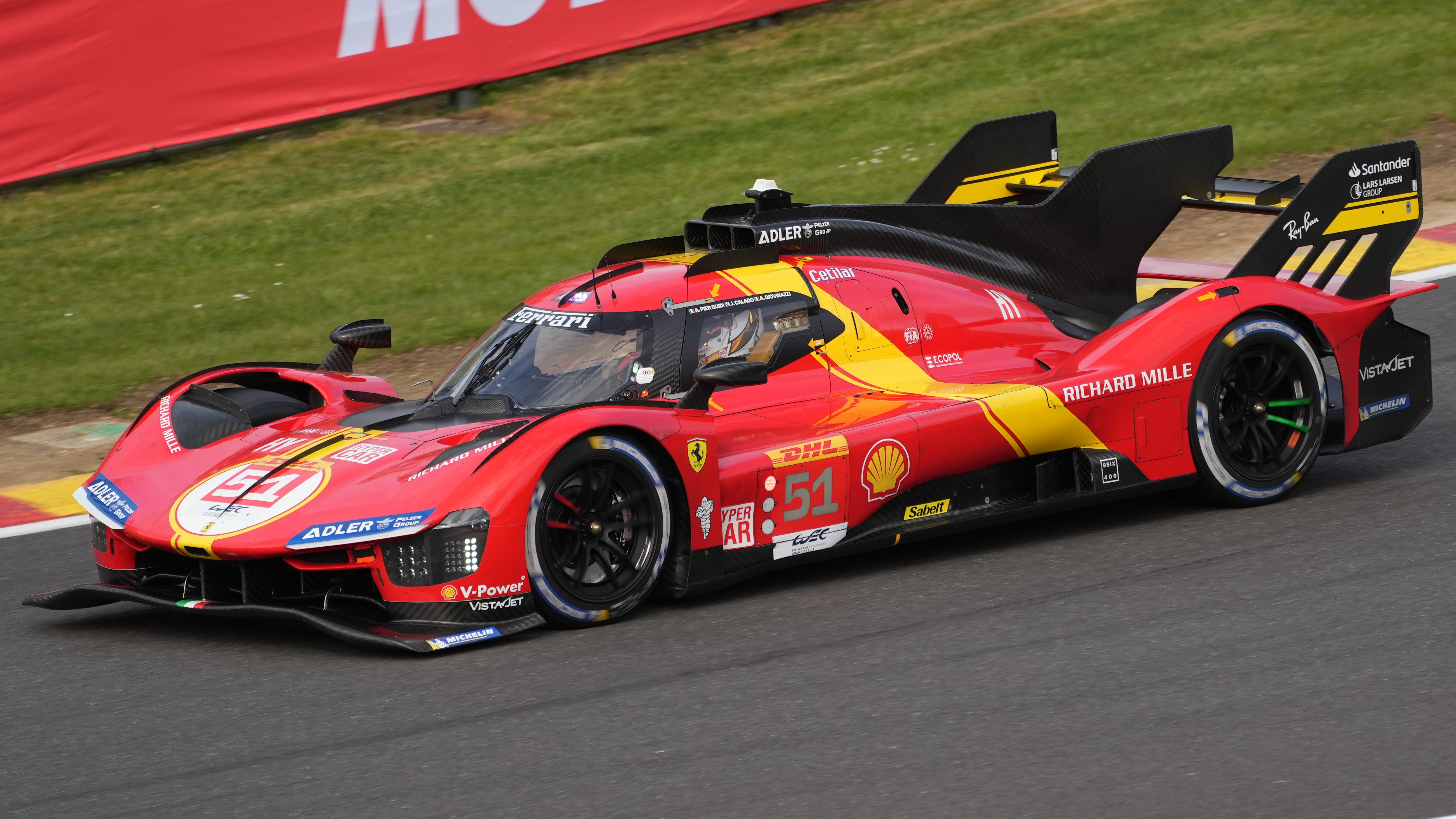
O carro vencedor No. 51 Ferrari 499P (imagem na 2023 24 Hours of Spa)

As 24 Horas de Le Mans 2023 (em francês:  91e 24 Heures du Mans) ou o 24 Horas de Le Mans Centenário (em francês:  Centenaire des 24 Heures du Mans) foi a edição número 91.º do evento automobilístico de resistência por excelência que se realizou entre 10 e 11 de junho de 2023 no circuito de La Sarthe, Le Mans, França. O evento foi organizado pelo Automobile Clube de l'Ouest, e foi a quarta cita da temporada de 2023 do Campeonato Mundial de Resistência da FIA. A edição foi o 100.º aniversário das primeiras 24 Horas de Le Mans em 1923. A corrida foi vencida pelo No. 51 Ferrari 499p, com Alessandro Pier Guidi ao volante na linha de chegada; esta foi a primeira vitória da Ferrari desde 1965 e sua primeira entrada desde 1973.

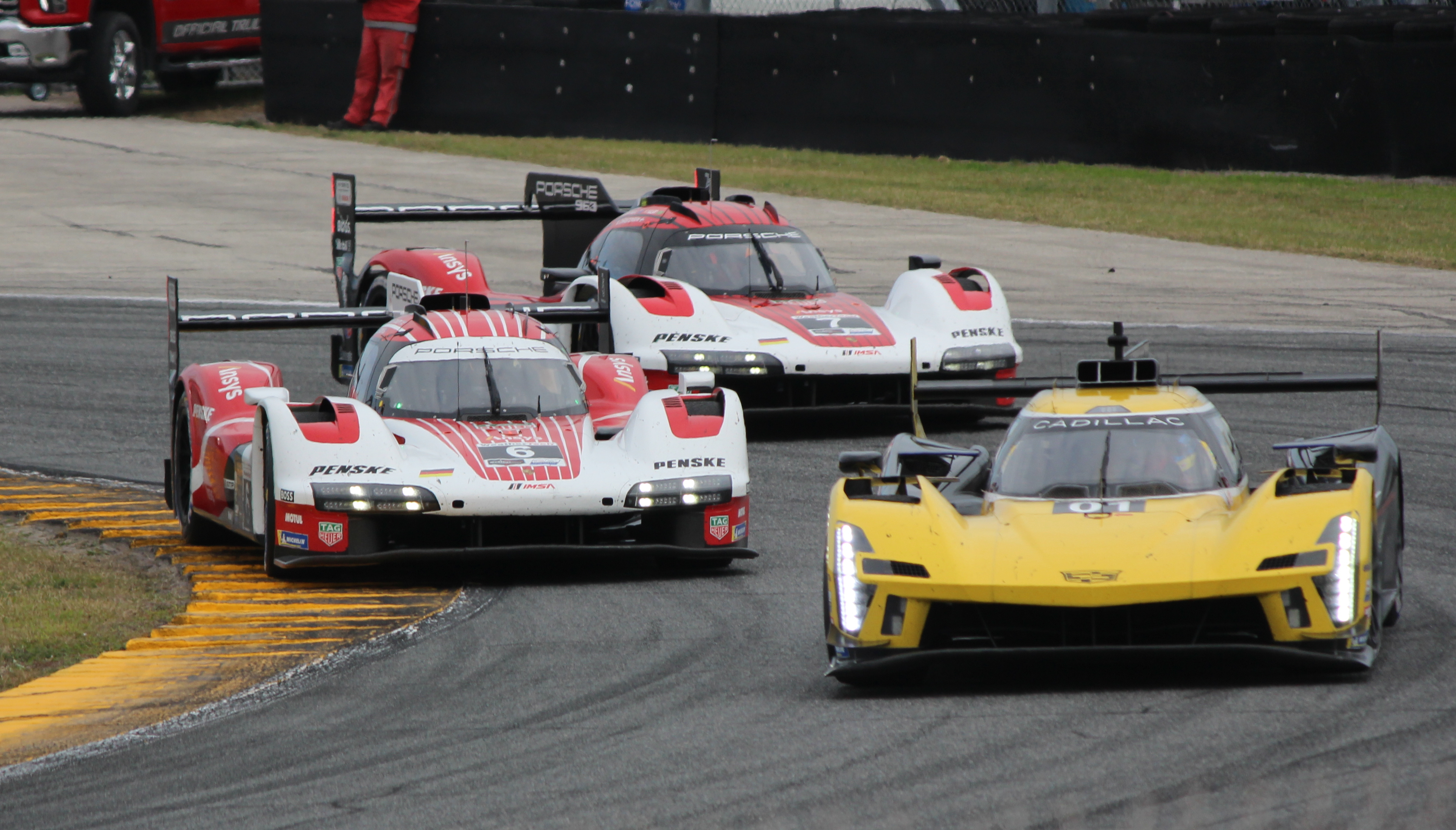
O Cadillac V-Series.R e Porsche 963 (foto em Daytona) fizeram a sua estreia nas 24 horas de Le Mans em 2023.

## Entradas

### Entrada automáticas
As equipas vencedoras dos campeonatos da European Le Mans Series (ELMS), da Asian Le Mans Series (ALMS) e da Michelin Le Mans Cup (MLMC) receberam convites automáticos de entrada. Os segundos colocados nos ELMS de 2022 nos campeonatos LMP2 e LMGTE também receberam um convite automático. Três participantes do IMSA SportsCar Championship (WSC) foram escolhidos pela ACO como inscrições automáticas, independentemente do desempenho ou categoria. As equipas que obtivessem entradas automáticas na LMP2 foram autorizadas a trocar os seus carros em relação ao ano anterior. As equipas ELMS LMGTE e ALMS GT que obtivessem entradas automáticas foram autorizadas a utilizá-las apenas no Lmgte Am. O Campeão Europeu e asiático LMP3 (Le Mans Prototype 3) foi obrigado a entrar no LMP2, e o campeão Michelin Le Mans Cup Group GT3 (GT3) foi limitado à categoria LMGTE Am.
| 1.º no Le Mans Series Europeu (LMP2 e LMGTE) |                       | Prema Racing    | Proton Competition     |
| 2.º no Le Mans Series Europeu (LMP2 e LMGTE) | Panis Racing          | Kessel Racing   |                        |
| 1.º no Le Mans Series Europeu (LMP3)         | Cool Racing           |                 |                        |
| 3.º no Le Mans Series Europeu (LMGTE)        |                       | Iron Lynx       |                        |
| Campeonato IMSA SportsCar entradas           | Action Express Racing | John Farano     | Ryan Hardwick          |
| 1.º no Le Mans Series Ásia (LMP2 e GT)       |                       | DKR Engineering | Walkenhorst Motorsport |
| 1.º no Mans Series Ásia (LMP3)               | Graff Racing          |                 |                        |
| 1.º no Michelin Le Mans Cup (GT3)            |                       | GMB Motorsport  |                        |
| Fonte:                                       |                       |                 |                        |

### Lista de participantes
| Ícone | Categoria                                |
| ----- | ---------------------------------------- |
| WEC   | Campeonato Mundial de Resistência da FIA |
| ELMS  | European Le Mans Séries                  |
| ALMS  | Asian Le Mans Séries                     |
| WTSC  | WeatherTech SportsCar Championship       |
| 24LM  | Somente 24 Horas de Le Mans              |
| Ícone | Nota                                     |
| P2    | LMP2                                     |
| PA    | LMP2 Pró-Am                              |

| N.º                         | Escuderia                   | Chasis e motor              | Neu.                        | Categoria                   | Nota                        | Piloto 1                    | Piloto 2                    | Piloto 3                    |
| Hypercar (16 participantes) | Hypercar (16 participantes) | Hypercar (16 participantes) | Hypercar (16 participantes) | Hypercar (16 participantes) | Hypercar (16 participantes) | Hypercar (16 participantes) | Hypercar (16 participantes) | Hypercar (16 participantes) |
| --------------------------- | --------------------------- | --------------------------- | --------------------------- | --------------------------- | --------------------------- | --------------------------- | --------------------------- | --------------------------- |
| 2                           | Cadillac Racing             | Cadillac V-Séries.R         | M                           | WEC                         | HY                          | Earl Bamber                 | Alex Lynn                   | Richard Westbrook           |
| 3                           | Cadillac Racing             | Cadillac V-Séries.R         | M                           | WTSC                        | HY                          | Sébastien Bourdais          | Scott Dixon                 | Renger van der Zande        |
| 4                           | Floyd Vanwall Racing Team   | Vanwall Vandervell 680      | M                           | WEC                         |                             | Tom Dillmann                | Esteban Guerrieri           | Tristan Vautier             |
| 5                           | Porsche Penske Motorsport   | Porsche 963                 | M                           | WEC                         | HY                          | Dane Cameron                | Michael Christensen         | Frédéric Makowiecki         |
| 6                           | Porsche Penske Motorsport   | Porsche 963                 | M                           | WEC                         | HY                          | Kévin Estre                 | André Lotterer              | Laurens Vanthoor            |
| 7                           | Toyota Gazoo Racing         | Toyota GR010 Hybrid         | M                           | WEC                         | HY                          | Mike Conway                 | Kamui Kobayashi             | José María López            |
| 8                           | Toyota Gazoo Racing         | Toyota GR010 Hybrid         | M                           | WEC                         | HY                          | Sébastien Buemi             | Brendon Hartley             | Ryō Hirakawa                |
| 38                          | Hertz Team Jota             | Porsche 963                 | M                           | WEC                         | HY                          | António Félix da Costa      | Will Stevens                | Ye Yifei                    |
| 50                          | Ferrari – AF Corse          | Ferrari 499P                | M                           | WEC                         | HY                          | Antonio Fuoco               | Miguel Molina               | Nicklas Nielsen             |
| 51                          | Ferrari – AF Corse          | Ferrari 499P                | M                           | WEC                         | HY                          | James Calado                | Antonio Giovinazzi          | Alessandro Pier Guidi       |
| 75                          | Porsche Penske Motorsport   | Porsche 963                 | M                           | WTSC                        | HY                          | Mathieu Jaminet             | Felipe Nasr                 | Nick Tandy                  |
| 93                          | Peugeot TotalEnergies       | Peugeot 9X8                 | M                           | WEC                         | HY                          | Paul di Resta               | Mikkel Jensen               | Jean-Éric Vergne            |
| 94                          | Peugeot TotalEnergies       | Peugeot 9X8                 | M                           | WEC                         | HY                          | Loïc Duval                  | Gustavo Menezes             | Nico Müller                 |
| 311                         | Action Express Racing       | Cadillac V-Séries.R         | M                           | WTSC                        | HY                          | Jack Aitken                 | Pipo Derani                 | Alexander Sims              |
| 708                         | Glickenhaus Racing          | Glickenhaus 007 LMH         | M                           | WEC                         |                             | Ryan Briscoe                | Romain Dumas                | Olivier Pla                 |
| 709                         | Glickenhaus Racing          | Glickenhaus 007 LMH         | M                           | 24LM                        |                             | Nathanaël Berthon           | Esteban Gutiérrez           | Franck Mailleux             |
| LMP2 (24 participantes)     |                             |                             |                             |                             |                             |                             |                             |                             |
| 9                           | Prema Racing                | Oreca 07-Gibson             | G                           | WEC                         | P2                          | Juan Manuel Correia         | Filip Ugran                 | Bent Viscaal                |
| 10                          | Vetor Sport                 | Oreca 07-Gibson             | G                           | WEC                         | P2                          | Gabriel Aubry               | Ryan Cullen                 | Matthias Kaiser             |
| 13                          | Tower Motorsports           | Oreca 07-Gibson             | G                           | WTSC                        | PA                          | René Rast                   | Ricky Taylor                | Steven Thomas               |
| 14                          | Nielsen Racing              | Oreca 07-Gibson             | G                           | ELMS                        | PA                          | Mathias Beche               | Ben Hanley                  | Rodrigo Sales               |
| 22                          | United Autosports           | Oreca 07-Gibson             | G                           | WEC                         | P2                          | Filipe Albuquerque          | Philip Hanson               | Frederick Lubin             |
| 23                          | United Autosports           | Oreca 07-Gibson             | G                           | WEC                         | P2                          | Tom Blomqvist               | Oliver Jarvis               | Josh Pierson                |
| 28                          | Jota                        | Oreca 07-Gibson             | G                           | WEC                         | P2                          | Pietro Fittipaldi           | David Heinemeier Hansson    | Oliver Rasmussen            |
| 30                          | Duqueine Team               | Oreca 07-Gibson             | G                           | ELMS                        | P2                          | René Binder                 | Neel Jani                   | Nico Pino                   |
| 31                          | Team WRT                    | Oreca 07-Gibson             | G                           | WEC                         | P2                          | Robin Frijns                | Sean Gelael                 | Ferdinand Habsburg          |
| 32                          | Inter Europol Competition   | Oreca 07-Gibson             | G                           | ALMS                        | PA                          | Anders Fjordbach            | Mark Kvamme                 | Jan Magnussen               |
| 34                          | Inter Europol Competition   | Oreca 07-Gibson             | G                           | WEC                         | P2                          | Albert Costa                | Fabio Scherer               | Jakub Śmiechowski           |
| 35                          | Alpine Elf Team             | Oreca 07-Gibson             | G                           | WEC                         | P2                          | Olli Caldwell               | André Negrão                | Memo Vermelhas              |
| 36                          | Alpine Elf Team             | Oreca 07-Gibson             | G                           | WEC                         | P2                          | Julien Canal                | Charles Milesi              | Matthieu Vaxivière          |
| 37                          | Cool Racing                 | Oreca 07-Gibson             | G                           | ELMS                        | PA                          | Alexandre Coigny            | Malthe Jakobsen             | Nicolas Lapierre            |
| 39                          | Graff Racing                | Oreca 07-Gibson             | G                           | ALMS                        | PA                          | Giedo van der Garde         | Roberto Lacorte             | Patrick Pilet               |
| 41                          | Team WRT                    | Oreca 07-Gibson             | G                           | WEC                         | P2                          | Rui Andrade                 | Louis Delétraz              | Robert Kubica               |
| 43                          | DKR Engineering             | Oreca 07-Gibson             | G                           | ALMS                        | PA                          | Maxime Martin               | Tom van Rompuy              | Ugo de Wilde                |
| 45                          | Algarve Pro Racing          | Oreca 07-Gibson             | G                           | ELMS                        | PA                          | James Allen                 | Colin Braun                 | George Kurtz                |
| 47                          | Cool Racing                 | Oreca 07-Gibson             | G                           | ELMS                        | P2                          | Reshad de Gerus             | Vladislav Lomko             | Simon Pagenaud              |
| 48                          | IDEC Sport                  | Oreca 07-Gibson             | G                           | ELMS                        | P2                          | Paul-Loup Chatin            | Laurents Hörr               | Paul Lafargue               |
| 63                          | Prema Racing                | Oreca 07-Gibson             | G                           | WEC                         | P2                          | Mirko Bortolotti            | Daniil Kvyat                | Doriane Pin                 |
| 65                          | Panis Racing                | Oreca 07-Gibson             | G                           | ELMS                        | P2                          | Tijmen van der Helm         | Manuel Maldonado            | Job van Uitert              |
| 80                          | AF Corse                    | Oreca 07-Gibson             | G                           | ELMS                        | PA                          | Ben Barnicoat               | Norman Nato                 | François Perrodo            |
| 923                         | Racing Team Turkey          | Oreca 07-Gibson             | G                           | ELMS                        | PA                          | Tom Gamble                  | Dries Vanthoor              | Salih Yoluç                 |
| LMGTE Am (21 participantes) |                             |                             |                             |                             |                             |                             |                             |                             |
| 16                          | Proton Competition          | Porsche 911 RSR-19          | M                           | ELMS                        |                             | Ryan Hardwick               | Jan Heylen                  | Zacharie Robichon           |
| 21                          | AF Corse                    | Ferrari 488 GTE Evo         | M                           | WEC                         |                             | Simon Mann                  | Ulysse de Pauw              | Julien Piguet               |
| 25                          | ORT by TF                   | Aston Martin Vantage AMR    | M                           | WEC                         |                             | Ahmad Ao Harthy             | Michael Dinan               | Charlie Eastwood            |
| 33                          | Corvette Racing             | Chevrolet Corvette C8.R     | M                           | WEC                         |                             | Nicky Catsburg              | Ben Keating                 | Nicolás Varrone             |
| 54                          | AF Corse                    | Ferrari 488 GTE Evo         | M                           | WEC                         |                             | Francesco Castellacci       | Thomas Flohr                | Davide Rigon                |
| 55                          | GMB Motorsport              | Aston Martin Vantage AMR    | M                           | ELMS                        |                             | Gustav Birch                | Jens Reno Møller            | Marco Sørensen              |
| 56                          | Project 1 – AO              | Porsche 911 RSR-19          | M                           | WEC                         |                             | Matteo Cairoli              | P. J. Hyett                 | Gunnar Jeannette            |
| 57                          | Kessel Racing               | Ferrari 488 GTE Evo         | M                           | WEC                         |                             | Scott Huffaker              | Takeshi Kimura              | Daniel Serra                |
| 60                          | Iron Lynx                   | Porsche 911 RSR-19          | M                           | WEC                         |                             | Matteo Cressoni             | Alessio Picariello          | Claudio Schiavoni           |
| 66                          | JMW Motorsport              | Ferrari 488 GTE Evo         | M                           | ELMS                        |                             | Thomas Neubauer             | Giacomo Petrobelli          | Louis Prette                |
| 72                          | TF Sport                    | Aston Martin Vantage AMR    | M                           | ELMS                        |                             | Valentin Hasse-Clot         | Arnold Robin                | Maxime Robin                |
| 74                          | Kessel Racing               | Ferrari 488 GTE Evo         | M                           | ELMS                        |                             | Kei Cozzolino               | Yorikatsu Tsujiko           | Naoki Yokomizo              |
| 77                          | Dempsey-Proton Racing       | Porsche 911 RSR-19          | M                           | WEC                         |                             | Julien Andlauer             | Christian Ried              | Mikkel Ou. Pedersen         |
| 83                          | Richard Mille AF Corse      | Ferrari 488 GTE Evo         | M                           | WEC                         |                             | Luis Pérez Companc          | Alessio Rovera              | Lilou Wadoux                |
| 85                          | Iron Dames                  | Porsche 911 RSR-19          | M                           | WEC                         |                             | Sarah Bovy                  | Rahel Frey                  | Michelle Gatting            |
| 86                          | GR Racing                   | Porsche 911 RSR-19          | M                           | WEC                         |                             | Ben Barker                  | Riccardo Pera               | Michael Wainwright          |
| 88                          | Proton Competition          | Porsche 911 RSR-19          | M                           | WEC                         |                             | Jonas Ried                  | Harry Tincknell             | Dom Yount                   |
| 98                          | NorthWest AMR               | Aston Martin Vantage AMR    | M                           | WEC                         |                             | Ian James                   | Daniel Mancinelli           | Alex Riberas                |
| 100                         | Walkenhorst Motorsport      | Ferrari 488 GTE Evo         | M                           | ALMS                        |                             | Andrew Haryanto             | Chandler Hull               | Jeff Segal                  |
| 777                         | D'Station Racing            | Aston Martin Vantage AMR    | M                           | WEC                         |                             | Tomonobu Fujii              | Satoshi Hoshino             | Casper Stevenson            |
| 911                         | Proton Competition          | Porsche 911 RSR-19          | M                           | ELMS                        |                             | Michael Fassbender          | Richard Lietz               | Martin Rump                 |
| Garage 56 (1 participante)  |                             |                             |                             |                             |                             |                             |                             |                             |
| 24                          | Hendrick Motorsports        | Chevrolet Camaro ZL1        | G                           | 24LM                        |                             | Jenson Button               | Jimmie Johnson              | Mike Rockenfeller           |
| Fonte:                      |                             |                             |                             |                             |                             |                             |                             |                             |

### Entradas de reserva
Para além dos sessenta e dois convites para a corrida, dez inscrições foram colocadas numa lista de reserva para potencialmente substituir quaisquer convites que não tenham sido aceites ou retirados. As entradas de reserva são ordenadas com a primeira reserva a substituir a primeira retirada da corrida, independentemente da classe de qualquer uma das entradas. A lista de reserva foi reduzida para oito carros em maio, depois que Risi Competizione e Heart of Racing retiraram suas inscrições.
| Reserva | Classe   | No. | Participante    | Carro                    | Pneu | Séries | MISC | Condutor 1     | Condutor 2         | Condutor 3        |
| ------- | -------- | --- | --------------- | ------------------------ | ---- | ------ | ---- | -------------- | ------------------ | ----------------- |
| 1.º     | LMGTE Am | 555 | Spirit of Race  | Ferrari 488 GTE Evo      | M    | ELMS   |      | Duncan Cameron | Matt Griffin       | David Perel       |
| 2.º     | LMP2     | 81  | DragonSpeed USA | Oreca 07-Gibson          | G    | ELMS   | PA   | Henrik Hedman  | Juan Pablo Montoya | Sebastián Montoya |
| 3.º     | LMP2     | 15  | Nielsen Racing  | Oreca 07-Gibson          | G    | ALMS   | PA   | Matt Bell      | Tony Wells         | TBA               |
| 4.º     | LMGTE Am | 46  | Team Project 1  | Porsche 911 RSR-19       | M    | 24LM   |      | Timo Glock     | TBA                | TBA               |
| 5.º     | LMP2     | 44  | ARC Bratislava  | Oreca 07-Gibson          | G    | ALMS   | PA   | Miro Konôpka   | TBA                | TBA               |
| 6.º     | LMGTE Am | 52  | Formula Racing  | Ferrari 488 GTE Evo      | M    | ELMS   |      | Conrad Laursen | Johnny Laursen     | TBA               |
| 7.º     | LMGTE Am | 95  | TF Sport        | Aston Martin Vantage AMR | M    | ELMS   |      | Jonathan Adam  | John Hartshorne    | TBA               |
| 8.º     | LMGTE Am | 59  | Garage 59       | Ferrari 488 GTE Evo      | M    | ALMS   |      | Alexander West | TBA                | TBA               |
| Source: |          |     |                 |                          |      |        |      |                |                    |                   |

### Garage 56
Em 17 de março de 2022, a NASCAR e a Hendrick Motorsports anunciaram que colocarão um Chevrolet Camaro ZL1 de próxima geração como uma entrada Garage 56, a primeira desde 2021, marcando a primeira presença da NASCAR em Le Mans desde 1976, quando um Dodge Charger e Ford Torino competiram.
Numerosas modificações foram feitas em um modelo da série Cup, incluindo uma célula de combustível e spoiler maiores, canards e aviões de mergulho, resultando em uma perda de peso de 238 kg (525 lb) em comparação com o carro da série Cup.
Em 28 de janeiro de 2023, no fim de semana das 24 horas de Daytona, os três pilotos para a entrada no Garage 56 foram anunciados como o campeão de Fórmula Um de 2009 Jenson Button, O sete vezes campeão da Cup Series Jimmie Johnson e o vencedor de Le Mans de 2010 Mike Rockenfeller.

## Calendário
| Data             | Hora (local: CEST) | Evento              |
| ---------------- | ------------------ | ------------------- |
| Quarta, 7 Junho  | 14:00              | Treino livre 1      |
| Quarta, 7 Junho  | 19:00              | Treino qualificação |
| Quarta, 7 Junho  | 22:00              | Treino livre 2      |
| Quinta, 8 Junho  | 15:00              | Treino livre 3      |
| Quinta, 8 Junho  | 20:00              | Hyperpole           |
| Quinta, 8 Junho  | 22:00              | Treino livre 4      |
| Sábado, 10 Junho | 16:00              | Corrida             |
| Fonte:           |                    |                     |

## Treino livre
- Apenas é apresentado o carro mais rápido de cada classe.

| Treino livre 1  | Class    | No. | Entrada                   | Condutor          | Tempo    |
| --------------- | -------- | --- | ------------------------- | ----------------- | -------- |
| Treino livre 1  | Hypercar | 8   | Toyota Gazoo Racing       | Brendon Hartley   | 3:27.742 |
| Treino livre 1  | LMP2     | 28  | Jota                      | Pietro Fittipaldi | 3:34.579 |
| Treino livre 1  | LMGTE Am | 55  | GMB Motorsport            | Marco Sørensen    | 3:55.020 |
| Free Practice 2 | Class    | No. | Entrant                   | Drivers           | Time     |
| Free Practice 2 | Hypercar | 6   | Porsche Penske Motorsport | Laurens Vanthoor  | 3:28.878 |
| Free Practice 2 | LMP2     | 63  | Prema Racing              | Mirko Bortolotti  | 3:36.863 |
| Free Practice 2 | LMGTE Am | 74  | Kessel Racing             | Kei Cozzolino     | 3:53.796 |
| Source:         |          |     |                           |                   |          |

| Free Practice 3 | Class    | No. | Entrant            | Drivers               | Time     |
| --------------- | -------- | --- | ------------------ | --------------------- | -------- |
| Free Practice 3 | Hypercar | 50  | Ferrari — AF Corse | Antonio Fuoco         | 3:26.579 |
| Free Practice 3 | LMP2     | 28  | Jota               | Pietro Fittipaldi     | 3:34.071 |
| Free Practice 3 | LMGTE Am | 54  | AF Corse           | Francesco Castellacci | 3:53.681 |
| Free Practice 4 | Class    | No. | Entrant            | Drivers               | Time     |
| Free Practice 4 | Hypercar | 50  | Ferrari — AF Corse | James Calado          | 3:27.275 |
| Free Practice 4 | LMP2     | 923 | Racing Team Turkey | Dries Vanthoor        | 3:36.229 |
| Free Practice 4 | LMGTE Am | 66  | JMW Motorsport     | Louis Prette          | 3:52.965 |
| Fonte:          |          |     |                    |                       |          |

## Classificação de qualificação

### Resultados de qualificação
Posições Pole em cada classe são mostrados em itálico.
| Pos.   | Classe      | No. | Equipa                    | Qualificação | Hyperpole | Grid |
| ------ | ----------- | --- | ------------------------- | ------------ | --------- | ---- |
| 1      | Hypercar    | 50  | Ferrari - AF Corse        | 3:25.213     | 3:22.982  | 1    |
| 2      | Hypercar    | 51  | Ferrari - AF Corse        | 3:25.412     | 3:23.755  | 2    |
| 3      | Hypercar    | 8   | Toyota Gazoo Racing       | 3:25.749     | 3:24.451  | 3    |
| 4      | Hypercar    | 75  | Porsche Penske Motorsport | 3:25.868     | 3:24.531  | 4    |
| 5      | Hypercar    | 7   | Toyota Gazoo Racing       | 3:25.485     | 3:24.933  | 5    |
| 6      | Hypercar    | 2   | Cadillac Racing           | 3:26.020     | 3:25.170  | 6    |
| 7      | Hypercar    | 5   | Porsche Penske Motorsport | 3:25.848     | 3:25.176  | 7    |
| 8      | Hypercar    | 3   | Cadillac Racing           | 3:25.924     | 3:25.521  | 8    |
| 9      | Hypercar    | 6   | Porsche Penske Motorsport | 3:26.900     |           | 9    |
| 10     | Hypercar    | 93  | Peugeot TotalEnergies     | 3:27.260     |           | 10   |
| 11     | Hypercar    | 94  | Peugeot TotalEnergies     | 3:27.850     |           | 11   |
| 12     | Hypercar    | 708 | Glickenhaus Racing        | 3:28.497     |           | 12   |
| 13     | Hypercar    | 311 | Action Express Racing     | 3:28.767     |           | 13   |
| 14     | Hypercar    | 709 | Glickenhaus Racing        | 3:29.082     |           | 14   |
| 15     | Hypercar    | 4   | Floyd Vanwall Racing Team | 3:29.745     |           | 15   |
| 16     | LMP2        | 48  | IDEC Sport                | 3:34.985     | 3:32.923  | 16   |
| 17     | LMP2        | 28  | Jota                      | 3:34.751     | 3:33.035  | 17   |
| 18     | LMP2        | 41  | Team WRT                  | 3:34.753     | 3:33.240  | 18   |
| 19     | LMP2        | 47  | Cool Racing               | 3:35.105     | 3:33.580  | 19   |
| 20     | LMP2        | 63  | Prema Racing              | 3:34.793     | 3:33.983  | 20   |
| 21     | LMP2 Pro-Am | 14  | Nielsen Racing            | 3:35.453     | 3:34.021  | 21   |
| 22     | LMP2        | 9   | Prema Racing              | 3:35.392     | 3:34.658  | 22   |
| 23     | LMP2        | 10  | Vector Sport              | 3:34.985     | 3:35.091  | 23   |
| 24     | LMP2 Pro-Am | 45  | Algarve Pro Racing        | 3:35.578     |           | 24   |
| 25     | LMP2        | 22  | United Autosports         | 3:35.587     |           | 25   |
| 26     | LMP2 Pro-Am | 923 | Racing Team Turkey        | 3:35.658     |           | 26   |
| 27     | LMP2        | 65  | Panis Racing              | 3:35.691     |           | 27   |
| 28     | LMP2        | 34  | Inter Europol Competition | 3:35.755     |           | 28   |
| 29     | LMP2        | 23  | United Autosports         | 3:35.853     |           | 29   |
| 30     | LMP2        | 31  | Team WRT                  | 3:35.853     |           | 30   |
| 31     | LMP2 Pro-Am | 37  | Cool Racing               | 3:36.271     |           | 31   |
| 32     | LMP2 Pro-Am | 80  | AF Corse                  | 3:36.483     |           | 32   |
| 33     | LMP2 Pro-Am | 43  | DKR Engineering           | 3:37.146     |           | 33   |
| 34     | LMP2        | 35  | Alpine Elf Team           | 3:37.498     |           | 34   |
| 35     | LMP2        | 30  | Duqueine Team             | 3:37.584     |           | 35   |
| 36     | LMP2 Pro-Am | 32  | Inter Europol Competition | 3:39.303     |           | 36   |
| 37     | Innovative  | 24  | Hendrick Motorsports      | 3:47.976     |           | 39   |
| 38     | LMP2 Pro-Am | 39  | Graff Racing              | 3:49.288     |           | 37   |
| 39     | LMGTE Am    | 33  | Corvette Racing           | 3:52.228     | 3:52.376  | 40   |
| 40     | LMGTE Am    | 25  | ORT by TF                 | 3:52.431     | 3:53.905  | 41   |
| 41     | LMGTE Am    | 54  | AF Corse                  | 3:51.914     | 3:54.582  | 42   |
| 42     | LMGTE Am    | 21  | AF Corse                  | 3:52.968     | 3:54.744  | 43   |
| 43     | LMGTE Am    | 83  | Richard Mille AF Corse    | 3:51.877     | 3:55.033  | 44   |
| 44     | LMGTE Am    | 57  | Kessel Racing             | 3:52.459     | 3:55.637  | 45   |
| 45     | LMGTE Am    | 55  | GMB Motorsport            | 3:52.484     | 3:57.240  | 46   |
| 46     | LMGTE Am    | 74  | Kessel Racing             | 3:53.263     | 3:59.648  | 47   |
| 47     | LMGTE Am    | 77  | Dempsey-Proton Racing     | 3:53.481     |           | 48   |
| 48     | LMGTE Am    | 86  | GR Racing                 | 3:53.531     |           | 49   |
| 49     | LMGTE Am    | 100 | Walkenhorst Motorsport    | 3:53.590     |           | 50   |
| 50     | LMGTE Am    | 85  | Iron Dames                | 3:53.603     |           | 51   |
| 51     | LMGTE Am    | 60  | Iron Lynx                 | 3:53.626     |           | 52   |
| 52     | LMGTE Am    | 72  | TF Sport                  | 3:53.703     |           | 53   |
| 53     | LMGTE Am    | 56  | Project 1 – AO            | 3:53.947     |           | 54   |
| 54     | LMGTE Am    | 911 | Proton Competition        | 3:54.129     |           | 55   |
| 55     | LMGTE Am    | 16  | Proton Competition        | 3:54.293     |           | 56   |
| 56     | LMGTE Am    | 98  | NorthWest AMR             | 3:54.498     |           | 57   |
| 57     | LMGTE Am    | 66  | JMW Motorsport            | 3:55.991     |           | 58   |
| 58     | LMGTE Am    | 88  | Proton Competition        | 3:58.486     |           | 59   |
| 59     | LMP2        | 36  | Alpine Elf Team           | 3:59.171     |           | 38   |
| 60     | LMP2 Pro-Am | 13  | Tower Motorsports         | No Time      |           | 60   |
| 61     | Hypercar    | 38  | Hertz Team Jota           | No Time      |           | 61   |
| 62     | LMGTE Am    | 777 | D'Station Racing          | No Time      |           | 62   |
| Fonte: |             |     |                           |              |           |      |

## Classificação da corrida
O número mínimo de voltas para a classificação na chegada (70% da distância total do vencedor da corrida) foi de 239 voltas. Os vencedores das classes são indicados em "negrito" e com ‡.
| Pos | Classe        | No. | Equipa                    | Condutores                                                                     | Chassis                        | Pneumáticos | Voltas | Tempo/Razão         |
| Pos | Classe        | No. | Equipa                    | Condutores                                                                     | Motor                          | Pneumáticos | Voltas | Tempo/Razão         |
| --- | ------------- | --- | ------------------------- | ------------------------------------------------------------------------------ | ------------------------------ | ----------- | ------ | ------------------- |
| 1   | Hypercar      | 51  | Ferrari – AF Corse        | James Calado Antonio Giovinazzi Alessandro Pier Guidi                          | Ferrari 499P                   | M           | 342    | 24:00:18.099‡       |
| 1   | Hypercar      | 51  | Ferrari – AF Corse        | James Calado Antonio Giovinazzi Alessandro Pier Guidi                          | Ferrari 3.0 L Turbo V6         | M           | 342    | 24:00:18.099‡       |
| 2   | Hypercar      | 8   | Toyota Gazoo Racing       | Sébastien Buemi Brendon Hartley Ryō Hirakawa                                   | Toyota GR010 Hybrid            | M           | 342    | +1:21.793           |
| 2   | Hypercar      | 8   | Toyota Gazoo Racing       | Sébastien Buemi Brendon Hartley Ryō Hirakawa                                   | Toyota H8909 3.5 L Turbo V6    | M           | 342    | +1:21.793           |
| 3   | Hypercar      | 2   | Cadillac Racing           | Earl Bamber Alex Lynn Richard Westbrook                                        | Cadillac V-Series.R            | M           | 341    | +1 volta            |
| 3   | Hypercar      | 2   | Cadillac Racing           | Earl Bamber Alex Lynn Richard Westbrook                                        | Cadillac LMC55R 5.5 L V8       | M           | 341    | +1 volta            |
| 4   | Hypercar      | 3   | Cadillac Racing           | Sébastien Bourdais Scott Dixon Renger van der Zande                            | Cadillac V-Series.R            | M           | 340    | +2 voltas           |
| 4   | Hypercar      | 3   | Cadillac Racing           | Sébastien Bourdais Scott Dixon Renger van der Zande                            | Cadillac LMC55R 5.5 L V8       | M           | 340    | +2 voltas           |
| 5   | Hypercar      | 50  | Ferrari – AF Corse        | Antonio Fuoco Miguel Molina Nicklas Nielsen                                    | Ferrari 499P                   | M           | 337    | +5 voltas           |
| 5   | Hypercar      | 50  | Ferrari – AF Corse        | Antonio Fuoco Miguel Molina Nicklas Nielsen                                    | Ferrari 3.0 L Turbo V6         | M           | 337    | +5 voltas           |
| 6   | Hypercar      | 708 | Glickenhaus Racing        | Ryan Briscoe Romain Dumas Olivier Pla                                          | Glickenhaus 007 LMH            | M           | 335    | +7 voltas           |
| 6   | Hypercar      | 708 | Glickenhaus Racing        | Ryan Briscoe Romain Dumas Olivier Pla                                          | Glickenhaus P21 3.5 L Turbo V8 | M           | 335    | +7 voltas           |
| 7   | Hypercar      | 709 | Glickenhaus Racing        | Nathanaël Berthon Esteban Gutiérrez Franck Mailleux                            | Glickenhaus 007 LMH            | M           | 333    | +9 voltas           |
| 7   | Hypercar      | 709 | Glickenhaus Racing        | Nathanaël Berthon Esteban Gutiérrez Franck Mailleux                            | Glickenhaus P21 3.5 L Turbo V8 | M           | 333    | +9 voltas           |
| 8   | Hypercar      | 93  | Peugeot TotalEnergies     | Paul di Resta Mikkel Jensen Jean-Éric Vergne                                   | Peugeot 9X8                    | M           | 330    | +12 voltas          |
| 8   | Hypercar      | 93  | Peugeot TotalEnergies     | Paul di Resta Mikkel Jensen Jean-Éric Vergne                                   | Peugeot 2.6 L Turbo V6         | M           | 330    | +12 voltas          |
| 9   | LMP2          | 34  | Inter Europol Competition | Albert Costa Fabio Scherer Jakub Śmiechowski                                   | Oreca 07                       | G           | 328    | +14 voltas‡         |
| 9   | LMP2          | 34  | Inter Europol Competition | Albert Costa Fabio Scherer Jakub Śmiechowski                                   | Gibson GK428 4.2 L V8          | G           | 328    | +14 voltas‡         |
| 10  | LMP2          | 41  | Team WRT                  | Rui Andrade Louis Delétraz Robert Kubica                                       | Oreca 07                       | G           | 328    | +14 voltas          |
| 10  | LMP2          | 41  | Team WRT                  | Rui Andrade Louis Delétraz Robert Kubica                                       | Gibson GK428 4.2 L V8          | G           | 328    | +14 voltas          |
| 11  | LMP2          | 30  | Duqueine Team             | René Binder Neel Jani Nico Pino                                                | Oreca 07                       | G           | 327    | +15 voltas          |
| 11  | LMP2          | 30  | Duqueine Team             | René Binder Neel Jani Nico Pino                                                | Gibson GK428 4.2 L V8          | G           | 327    | +15 voltas          |
| 12  | LMP2          | 36  | Alpine Elf Team           | Julien Canal Charles Milesi Matthieu Vaxivière                                 | Oreca 07                       | G           | 327    | +15 voltas          |
| 12  | LMP2          | 36  | Alpine Elf Team           | Julien Canal Charles Milesi Matthieu Vaxivière                                 | Gibson GK428 4.2 L V8          | G           | 327    | +15 voltas          |
| 13  | LMP2          | 31  | Team WRT                  | Robin Frijns Sean Gelael Ferdinand Habsburg                                    | Oreca 07                       | G           | 327    | +15 voltas          |
| 13  | LMP2          | 31  | Team WRT                  | Robin Frijns Sean Gelael Ferdinand Habsburg                                    | Gibson GK428 4.2 L V8          | G           | 327    | +15 voltas          |
| 14  | LMP2          | 48  | IDEC Sport                | Paul-Loup Chatin Laurents Hörr Paul Lafargue                                   | Oreca 07                       | G           | 327    | +15 voltas          |
| 14  | LMP2          | 48  | IDEC Sport                | Paul-Loup Chatin Laurents Hörr Paul Lafargue                                   | Gibson GK428 4.2 L V8          | G           | 327    | +15 voltas          |
| 15  | LMP2          | 10  | Vector Sport              | Gabriel Aubry Ryan Cullen Matthias Kaiser                                      | Oreca 07                       | G           | 325    | +17 voltas          |
| 15  | LMP2          | 10  | Vector Sport              | Gabriel Aubry Ryan Cullen Matthias Kaiser                                      | Gibson GK428 4.2 L V8          | G           | 325    | +17 voltas          |
| 16  | Hypercar      | 5   | Porsche Penske Motorsport | Dane Cameron Michael Christensen Frédéric Makowiecki                           | Porsche 963                    | M           | 325    | +17 voltas          |
| 16  | Hypercar      | 5   | Porsche Penske Motorsport | Dane Cameron Michael Christensen Frédéric Makowiecki                           | Porsche 9RD 4.6 L Turbo V8     | M           | 325    | +17 voltas          |
| 17  | Hypercar      | 311 | Action Express Racing     | Jack Aitken Pipo Derani Alexander Sims                                         | Cadillac V-Series.R            | M           | 324    | +18 voltas          |
| 17  | Hypercar      | 311 | Action Express Racing     | Jack Aitken Pipo Derani Alexander Sims                                         | Cadillac LMC55R 5.5 L V8       | M           | 324    | +18 voltas          |
| 18  | LMP2          | 23  | United Autosports         | Tom Blomqvist Oliver Jarvis Josh Pierson                                       | Oreca 07                       | G           | 323    | +19 voltas          |
| 18  | LMP2          | 23  | United Autosports         | Tom Blomqvist Oliver Jarvis Josh Pierson                                       | Gibson GK428 4.2 L V8          | G           | 323    | +19 voltas          |
| 19  | LMP2          | 35  | Alpine Elf Team           | Olli Caldwell André Negrão Memo Rojas                                          | Oreca 07                       | G           | 322    | +20 voltas          |
| 19  | LMP2          | 35  | Alpine Elf Team           | Olli Caldwell André Negrão Memo Rojas                                          | Gibson GK428 4.2 L V8          | G           | 322    | +20 voltas          |
| 20  | LMP2 (Pro-Am) | 45  | Algarve Pro Racing        | James Allen Colin Braun George Kurtz                                           | Oreca 07                       | G           | 322    | +20 voltas‡         |
| 20  | LMP2 (Pro-Am) | 45  | Algarve Pro Racing        | James Allen Colin Braun George Kurtz                                           | Gibson GK428 4.2 L V8          | G           | 322    | +20 voltas‡         |
| 21  | LMP2          | 22  | United Autosports         | Filipe Albuquerque Philip Hanson Frederick Lubin                               | Oreca 07                       | G           | 321    | +21 voltas          |
| 21  | LMP2          | 22  | United Autosports         | Filipe Albuquerque Philip Hanson Frederick Lubin                               | Gibson GK428 4.2 L V8          | G           | 321    | +21 voltas          |
| 22  | Hypercar      | 6   | Porsche Penske Motorsport | Kévin Estre André Lotterer Laurens Vanthoor                                    | Porsche 963                    | M           | 320    | +22 voltas          |
| 22  | Hypercar      | 6   | Porsche Penske Motorsport | Kévin Estre André Lotterer Laurens Vanthoor                                    | Porsche 9RD 4.6 L Turbo V8     | M           | 320    | +22 voltas          |
| 23  | LMP2 (Pro-Am) | 37  | COOL Racing               | Alexandre Coigny Malthe Jakobsen Nicolas voltaierre                            | Oreca 07                       | G           | 317    | +25 voltas          |
| 23  | LMP2 (Pro-Am) | 37  | COOL Racing               | Alexandre Coigny Malthe Jakobsen Nicolas voltaierre                            | Gibson GK428 4.2 L V8          | G           | 317    | +25 voltas          |
| 24  | LMP2          | 28  | JOTA                      | Pietro Fittipaldi David Heinemeier Hansson Oliver Rasmussen                    | Oreca 07                       | G           | 316    | +26 voltas          |
| 24  | LMP2          | 28  | JOTA                      | Pietro Fittipaldi David Heinemeier Hansson Oliver Rasmussen                    | Gibson GK428 4.2 L V8          | G           | 316    | +26 voltas          |
| 25  | LMP2          | 65  | Panis Racing              | Tijmen van der Helm Manuel Maldonado Job van Uitert                            | Oreca 07                       | G           | 316    | +26 voltas          |
| 25  | LMP2          | 65  | Panis Racing              | Tijmen van der Helm Manuel Maldonado Job van Uitert                            | Gibson GK428 4.2 L V8          | G           | 316    | +26 voltas          |
| 26  | LMGTE Am      | 33  | Corvette Racing           | Nicky Catsburg Ben Keating Nicolás Varrone                                     | Chevrolet Corvette C8.R        | M           | 313    | +29 voltas‡         |
| 26  | LMGTE Am      | 33  | Corvette Racing           | Nicky Catsburg Ben Keating Nicolás Varrone                                     | Chevrolet LT6 5.5 L V8         | M           | 313    | +29 voltas‡         |
| 27  | Hypercar      | 94  | Peugeot TotalEnergies     | Loïc Duval Gustavo Menezes Nico Müller                                         | Peugeot 9X8                    | M           | 312    | +30 voltas          |
| 27  | Hypercar      | 94  | Peugeot TotalEnergies     | Loïc Duval Gustavo Menezes Nico Müller                                         | Peugeot 2.6 L Turbo V6         | M           | 312    | +30 voltas          |
| 28  | LMGTE Am      | 25  | ORT by TF                 | Ahmad Al Harthy Michael Dinan Charlie Eastwood                                 | Aston Martin Vantage AMR       | M           | 312    | +30 voltas          |
| 28  | LMGTE Am      | 25  | ORT by TF                 | Ahmad Al Harthy Michael Dinan Charlie Eastwood                                 | Aston Martin 4.0 L Turbo V8    | M           | 312    | +30 voltas          |
| 29  | LMGTE Am      | 86  | GR Racing                 | Ben Barker Riccardo Pera Michael Wainwright                                    | Porsche 911 RSR-19             | M           | 312    | +30 voltas          |
| 29  | LMGTE Am      | 86  | GR Racing                 | Ben Barker Riccardo Pera Michael Wainwright                                    | Porsche 4.2 L Flat-6           | M           | 312    | +30 voltas          |
| 30  | LMGTE Am      | 85  | Iron Dames                | Sarah Bovy Rahel Frey Michelle Gatting                                         | Porsche 911 RSR-19             | M           | 312    | +30 voltas          |
| 30  | LMGTE Am      | 85  | Iron Dames                | Sarah Bovy Rahel Frey Michelle Gatting                                         | Porsche 4.2 L Flat-6           | M           | 312    | +30 voltas          |
| 31  | LMGTE Am      | 54  | AF Corse                  | Francesco Castellacci Thomas Flohr Davide Rigon                                | Ferrari 488 GTE Evo            | M           | 312    | +30 voltas          |
| 31  | LMGTE Am      | 54  | AF Corse                  | Francesco Castellacci Thomas Flohr Davide Rigon                                | Ferrari F154CB 3.9 L Turbo V8  | M           | 312    | +30 voltas          |
| 32  | LMP2 (Pro-Am) | 43  | DKR Engineering           | Maxime Martin Tom van Rompuy Ugo de Wilde                                      | Oreca 07                       | G           | 311    | +31 voltas          |
| 32  | LMP2 (Pro-Am) | 43  | DKR Engineering           | Maxime Martin Tom van Rompuy Ugo de Wilde                                      | Gibson GK428 4.2 L V8          | G           | 311    | +31 voltas          |
| 33  | LMGTE Am      | 98  | Northwest AMR             | Ian James Daniel Mancinelli Alex Riberas                                       | Aston Martin Vantage AMR       | M           | 310    | +32 voltas          |
| 33  | LMGTE Am      | 98  | Northwest AMR             | Ian James Daniel Mancinelli Alex Riberas                                       | Aston Martin 4.0 L Turbo V8    | M           | 310    | +32 voltas          |
| 34  | LMP2          | 9   | Prema Racing              | Juan Manuel Correa Filip Ugran Bent Viscaal                                    | Oreca 07                       | G           | 310    | +32 voltas          |
| 34  | LMP2          | 9   | Prema Racing              | Juan Manuel Correa Filip Ugran Bent Viscaal                                    | Gibson GK428 4.2 L V8          | G           | 310    | +32 voltas          |
| 35  | LMGTE Am      | 56  | Project 1 - AO            | Matteo Cairoli P. J. Hyett Gunnar Jeannette                                    | Porsche 911 RSR-19             | M           | 309    | +33 voltas          |
| 35  | LMGTE Am      | 56  | Project 1 - AO            | Matteo Cairoli P. J. Hyett Gunnar Jeannette                                    | Porsche 4.2 L Flat-6           | M           | 309    | +33 voltas          |
| 36  | LMGTE Am      | 100 | Walkenhorst Motorsport    | Andrew Haryanto Chandler Hull Jeff Segal                                       | Ferrari 488 GTE Evo            | M           | 307    | +35 voltas          |
| 36  | LMGTE Am      | 100 | Walkenhorst Motorsport    | Andrew Haryanto Chandler Hull Jeff Segal                                       | Ferrari F154CB 3.9 L Turbo V8  | M           | 307    | +35 voltas          |
| 37  | LMP2 (Pro-Am) | 39  | Graff Racing              | Giedo van der Garde Roberto Lacorte Patrick Pilet                              | Oreca 07                       | G           | 303    | +39 voltas          |
| 37  | LMP2 (Pro-Am) | 39  | Graff Racing              | Giedo van der Garde Roberto Lacorte Patrick Pilet                              | Gibson GK428 4.2 L V8          | G           | 303    | +39 voltas          |
| 38  | LMGTE Am      | 74  | Kessel Racing             | Kei Cozzolino Yorikatsu Tsujiko Naoki Yokomizo                                 | Ferrari 488 GTE Evo            | M           | 303    | +39 voltas          |
| 38  | LMGTE Am      | 74  | Kessel Racing             | Kei Cozzolino Yorikatsu Tsujiko Naoki Yokomizo                                 | Ferrari F154CB 3.9 L Turbo V8  | M           | 303    | +39 voltas          |
| 39  | Innovative    | 24  | Hendrick Motorsports      | Jenson Button Jimmie Johnson Mike Rockenfeller                                 | Chevrolet Camaro ZL1           | G           | 285    | +57 voltas          |
| 39  | Innovative    | 24  | Hendrick Motorsports      | Jenson Button Jimmie Johnson Mike Rockenfeller                                 | Chevrolet R07.2 5.9 L V8       | G           | 285    | +57 voltas          |
| 40  | Hypercar      | 38  | Hertz Team Jota           | António Félix da Costa Will Stevens Ye Yifei                                   | Porsche 963                    | M           | 244    | +98 voltas          |
| 40  | Hypercar      | 38  | Hertz Team Jota           | António Félix da Costa Will Stevens Ye Yifei                                   | Porsche 9RD 4.6 L Turbo V8     | M           | 244    | +98 voltas          |
| DNF | LMGTE Am      | 57  | Kessel Racing             | Scott Huffaker Takeshi Kimura Daniel Serra                                     | Ferrari 488 GTE Evo            | M           | 254    | Acidente            |
| DNF | LMGTE Am      | 57  | Kessel Racing             | Scott Huffaker Takeshi Kimura Daniel Serra                                     | Ferrari F154CB 3.9 L Turbo V8  | M           | 254    | Acidente            |
| DNF | LMGTE Am      | 911 | Proton Competition        | Michael Fassbender Richard Lietz Martin Rump                                   | Porsche 911 RSR-19             | M           | 246    | Acidente danos      |
| DNF | LMGTE Am      | 911 | Proton Competition        | Michael Fassbender Richard Lietz Martin Rump                                   | Porsche 4.2 L Flat-6           | M           | 246    | Acidente danos      |
| DNF | LMP2 (Pro-Am) | 80  | AF Corse                  | Ben Barnicoat Norman Nato François Perrodo                                     | Oreca 07                       | G           | 183    | Acidente            |
| DNF | LMP2 (Pro-Am) | 80  | AF Corse                  | Ben Barnicoat Norman Nato François Perrodo                                     | Gibson GK428 4.2 L V8          | G           | 183    | Acidente            |
| DNF | LMGTE Am      | 88  | Proton Competition        | Jonas Ried Harry Tincknell Don Yount                                           | Porsche 911 RSR-19             | M           | 170    | Acidente            |
| DNF | LMGTE Am      | 88  | Proton Competition        | Jonas Ried Harry Tincknell Don Yount                                           | Porsche 4.2 L Flat-6           | M           | 170    | Acidente            |
| DNF | Hypercar      | 4   | Floyd Vanwall Racing Team | Tom Dillmann Esteban Guerrieri Tristan Vautier                                 | Vanwall Vandervell 680         | M           | 165    | Motor               |
| DNF | Hypercar      | 4   | Floyd Vanwall Racing Team | Tom Dillmann Esteban Guerrieri Tristan Vautier                                 | Gibson GL458 4.5 L V8          | M           | 165    | Motor               |
| DNF | LMGTE Am      | 777 | D'Station Racing          | Tomonobu Fujii Satoshi Hoshino Casper Stevenson                                | Aston Martin Vantage AMR       | M           | 163    | Eletrico            |
| DNF | LMGTE Am      | 777 | D'Station Racing          | Tomonobu Fujii Satoshi Hoshino Casper Stevenson                                | Aston Martin 4.0 L Turbo V8    | M           | 163    | Eletrico            |
| DNF | LMP2          | 47  | COOL Racing               | Reshad de Gerus Predefinição:Country data white Vladislav Lomko Simon Pagenaud | Oreca 07                       | G           | 158    | Acidente            |
| DNF | LMP2          | 47  | COOL Racing               | Reshad de Gerus Predefinição:Country data white Vladislav Lomko Simon Pagenaud | Gibson GK428 4.2 L V8          | G           | 158    | Acidente            |
| DNF | LMGTE Am      | 77  | Dempsey - Proton Racing   | Julien Andlauer Christian Ried Mikkel O. Pedersen                              | Porsche 911 RSR-19             | M           | 118    | Acidente            |
| DNF | LMGTE Am      | 77  | Dempsey - Proton Racing   | Julien Andlauer Christian Ried Mikkel O. Pedersen                              | Porsche 4.2 L Flat-6           | M           | 118    | Acidente            |
| DNF | LMP2          | 63  | Prema Racing              | Mirko Bortolotti Predefinição:Country data white Daniil Kvyat Doriane Pin      | Oreca 07                       | G           | 113    | Acidente            |
| DNF | LMP2          | 63  | Prema Racing              | Mirko Bortolotti Predefinição:Country data white Daniil Kvyat Doriane Pin      | Gibson GK428 4.2 L V8          | G           | 113    | Acidente            |
| DNF | Hypercar      | 7   | Toyota Gazoo Racing       | Mike Conway Kamui Kobayashi José María López                                   | Toyota GR010 Hybrid            | M           | 103    | Colisão             |
| DNF | Hypercar      | 7   | Toyota Gazoo Racing       | Mike Conway Kamui Kobayashi José María López                                   | Toyota H8909 3.5 L Turbo V6    | M           | 103    | Colisão             |
| DNF | LMGTE Am      | 66  | JMW Motorsport            | Thomas Neubauer Giacomo Petrobelli Louis Prette                                | Ferrari 488 GTE Evo            | M           | 89     | Colisão             |
| DNF | LMGTE Am      | 66  | JMW Motorsport            | Thomas Neubauer Giacomo Petrobelli Louis Prette                                | Ferrari F154CB 3.9 L Turbo V8  | M           | 89     | Colisão             |
| DNF | LMP2 (Pro-Am) | 923 | Racing Team Turkey        | Tom Gamble Dries Vanthoor Salih Yoluç                                          | Oreca 07                       | G           | 87     | Suspensão           |
| DNF | LMP2 (Pro-Am) | 923 | Racing Team Turkey        | Tom Gamble Dries Vanthoor Salih Yoluç                                          | Gibson GK428 4.2 L V8          | G           | 87     | Suspensão           |
| DNF | Hypercar      | 75  | Porsche Penske Motorsport | Mathieu Jaminet Felipe Nasr Nick Tandy                                         | Porsche 963                    | M           | 84     | Pressão combustível |
| DNF | Hypercar      | 75  | Porsche Penske Motorsport | Mathieu Jaminet Felipe Nasr Nick Tandy                                         | Porsche 9RD 4.6 L Turbo V8     | M           | 84     | Pressão combustível |
| DNF | LMGTE Am      | 72  | TF Sport                  | Valentin Hasse-Clot Arnold Robin Maxime Robin                                  | Aston Martin Vantage AMR       | M           | 58     | Acidente            |
| DNF | LMGTE Am      | 72  | TF Sport                  | Valentin Hasse-Clot Arnold Robin Maxime Robin                                  | Aston Martin 4.0 L Turbo V8    | M           | 58     | Acidente            |
| DNF | LMGTE Am      | 83  | Richard Mille AF Corse    | Luis Pérez Companc Alessio Rovera Lilou Wadoux                                 | Ferrari 488 GTE Evo            | M           | 33     | Acidente            |
| DNF | LMGTE Am      | 83  | Richard Mille AF Corse    | Luis Pérez Companc Alessio Rovera Lilou Wadoux                                 | Ferrari F154CB 3.9 L Turbo V8  | M           | 33     | Acidente            |
| DNF | LMGTE Am      | 60  | Iron Lynx                 | Matteo Cressoni Alessio Picariello Claudio Schiavoni                           | Porsche 911 RSR-19             | M           | 28     | Acidente            |
| DNF | LMGTE Am      | 60  | Iron Lynx                 | Matteo Cressoni Alessio Picariello Claudio Schiavoni                           | Porsche 4.2 L Flat-6           | M           | 28     | Acidente            |
| DNF | LMGTE Am      | 16  | Proton Competition        | Ryan Hardwick Jan Heylen Zacharie Robichon                                     | Porsche 911 RSR-19             | M           | 28     | Acidente            |
| DNF | LMGTE Am      | 16  | Proton Competition        | Ryan Hardwick Jan Heylen Zacharie Robichon                                     | Porsche 4.2 L Flat-6           | M           | 28     | Acidente            |
| DNF | LMGTE Am      | 55  | GMB Motorsport            | Gustav Birch Jens Reno Møller Marco Sørensen                                   | Aston Martin Vantage AMR       | M           | 21     | Acidente            |
| DNF | LMGTE Am      | 55  | GMB Motorsport            | Gustav Birch Jens Reno Møller Marco Sørensen                                   | Aston Martin 4.0 L Turbo V8    | M           | 21     | Acidente            |
| DNF | LMGTE Am      | 21  | AF Corse                  | Simon Mann Ulysse de Pauw Julien Piguet                                        | Ferrari 488 GTE Evo            | M           | 21     | Acidente            |
| DNF | LMGTE Am      | 21  | AF Corse                  | Simon Mann Ulysse de Pauw Julien Piguet                                        | Ferrari F154CB 3.9 L Turbo V8  | M           | 21     | Acidente            |
| DNF | LMP2 (Pro-Am) | 13  | Tower Motorsports         | René Rast Ricky Taylor Steven Thomas                                           | Oreca 07                       | G           | 19     | Acidente            |
| DNF | LMP2 (Pro-Am) | 13  | Tower Motorsports         | René Rast Ricky Taylor Steven Thomas                                           | Gibson GK428 4.2 L V8          | G           | 19     | Acidente            |
| DNF | LMP2 (Pro-Am) | 14  | Nielsen Racing            | Mathias Beche Ben Hanley Rodrigo Sales                                         | Oreca 07                       | G           | 18     | Acidente            |
| DNF | LMP2 (Pro-Am) | 14  | Nielsen Racing            | Mathias Beche Ben Hanley Rodrigo Sales                                         | Gibson GK428 4.2 L V8          | G           | 18     | Acidente            |

| Key     | Key                    |
| Símbolo | Fabricante pneumáticos |
| ------- | ---------------------- |
| G       | Goodyear               |
| M       | Michelin               |